# Ulica Kaliska w Warszawie
Ulica Kaliska – ulica w dzielnicy Ochota w Warszawie.

## Historia
Pierwotnie polna droga łącząca trakt do Radomia i Krakowa ze wsiami Wola i Czyste. Na początku XX w. prowadziła od szosy radomskiej do linii kolejowej Kolei Warszawsko-Kaliskiej.
Po 1831 u zbiegu ul. Kaliskiej z ul. Grójecką wzniesiono karczmę „Ochota”, od której nazwę przyjęła dzielnica Ochota. Później w tym miejscu istniała manufaktura wyrobów pasmanteryjnych, wreszcie dom administracyjno-mieszkalny Fabryki Wyrobów Tytoniowych Państwowego Monopolu Tytoniowego (utworzonego w 1924 roku). O ten budynek toczono walki podczas powstania warszawskiego.
W latach 30. XX wieku, gdy Kaliska była jeszcze zaniedbaną, niedbale wybrukowaną ulicą, zaczęto wznosić przy niej pierwsze modernistyczne domy spółdzielcze i funkcjonalistyczne czynszowe kamienice. 
W okresie powojennym relikty dawnej architektury zachowane na początkowym odcinku ulicy ustąpiły miejsca nowej zabudowie utrzymanej w duchu skromnego socrealizmu. Dalszy odcinek ulicy uniknął większych zniszczeń podczas wojny. Zachowało się tam kilka zabytkowych budynków, m.in. pod numerem 9 – wybitny w skali miasta przykład funkcjonalizmu, dom wybudowany w roku 1937 dla Ludwika Nasierowskiego. Jego fasadę ozdobiono łacińską sentencją autorstwa Seneki: Generos animos labor nutrit, co znaczy Dla dusz szlachetnych trud jest pokrzepieniem.